# Åke Larsson (konstnär)
Åke Waldemar Larsson, född 2 juli 1913 i Lund, död 19 mars 1995 i Malmö, var en svensk målarmästare och målare.
Han var son till målarmästaren Enoch Larsson och Signe Lindau och från 1937 gift med Anna Maria Lundholm. Larsson studerade vid Skånska målarskolan i Malmö 1931-1932 och teckning för Jules Schyl samt under studieresor till Frankrike, Italien och Spanien. Separat ställde han ut i Malmö, Trelleborg, Ystad och Tomelilla. Han medverkade i några av Skånes konstförenings samlingsutställningar. Hans konst består av stilleben, interiörer, stadsbilder, skånska landskap och snömotiv från Dalarna i olja eller gouache. Han målade ett antal tavlor med motiv från Malmö som han skänkte han till Malmö museum. Larsson är representerad vid Trelleborgs museum, Ystads konstmuseum, Tomelilla museum och Malmö museum.